# New Philadelphia (Ohio)
New Philadelphia is een plaats (city) in de Amerikaanse staat Ohio, en valt bestuurlijk gezien onder Tuscarawas County.

## Demografie
Bij de volkstelling in 2000 werd het aantal inwoners vastgesteld op 17.056.
In 2006 is het aantal inwoners door het United States Census Bureau geschat op 17.433, een stijging van 377 (2.2%).

## Geografie
Volgens het United States Census Bureau beslaat de plaats een oppervlakte van
20,6 km², waarvan 20,2 km² land en 0,4 km² water. New Philadelphia ligt op ongeveer 269 m boven zeeniveau.

## Plaatsen in de nabije omgeving
De onderstaande figuur toont nabijgelegen plaatsen in een straal van 12 km rond New Philadelphia.